# Player One (powieść)
Player One (ang. Ready Player One) – debiutancka powieść Ernesta Cline’a, wydana w Polsce w 2012 roku (w USA w 2011), nakładem wydawnictwa Amber. W 2018 roku ukazało się wznowienie powieści, nakładem wydawnictwa Feeria. Autorem polskiego przekładu jest Dariusz Ćwiklak.
Player One to młodzieżowa powieść z gatunku fantastyki naukowej, dystopia, rozgrywająca się w 2045 roku, przedstawiająca zmagania nastolatka Wade’a Wattsa w wirtualnym turnieju, rozgrywającym się w symulacji OASIS, którego stawką jest przejęcie kontroli nad największą firmą technologiczną w kraju, a co za tym idzie – całym OASIS.
Tytuł powieści (który w oryginale brzmi Ready Player One) został zainspirowany grą Black Tiger – ulubioną grą wideo Ernesta Cline’a.
W 2018 powstała filmowa adaptacja powieści Player One o tym samym tytule, w reżyserii Stevena Spielberga. W 2020 roku ukazała się również kontynuacja powieści, Ready Player Two, jednak nie została ona jeszcze wydana w Polsce.

## Fabuła
Akcja powieści rozpoczyna się w roku 2045, kiedy po pięciu wojnach światowych ludzie zmagają się z katastrofami klimatycznymi, kryzysem energetycznym i głodem. W obliczu tej sytuacji uciekają do wirtualnej rzeczywistości – masowej gry sieciowej zwanej OASIS (skrót od Ontologicznie Antropocentrycznej Symulacji Imaginacyjno-Sensorycznej), stworzonej przez Jamesa Hallidaya, której używają za pośrednictwem wizjera i rękawic dotykowych. Głównym bohaterem i narratorem powieści jest Wade Watts, osiemnastolatek mieszkający z ciotką Alice na osiedlu przyczep kampingowych, tzw. stosach, na przedmieściach Oklahoma City. Wade chodzi do szkoły na planecie Ludus w OASIS, a także spędza w symulacji cały wolny czas, pod postacią awatara imieniem Parzival – grając i rozmawiając z wirtualnymi znajomymi, zwłaszcza najlepszym przyjacielem Aechem.
Po śmierci Hallidaya, w 2040 roku, w OASIS został ogłoszony konkurs, zaprojektowany przez samego twórcę gry, którego zwycięzca ma zostać jedynym spadkobiercą udziałów GSS – Gregarious Simulations Systems i zyskać kontrolę nad OASIS. Z krótkiego filmu Zaproszenie Anoraka gracze dowiadują się, że miliarder ukrył w grze wielkanocne jajo (ang. easter egg), którego otrzymanie będzie możliwe po zdobyciu trzech kluczy – miedzianego, jadeitowego i kryształowego oraz otwarciu trzech bram. Aby tego dokonać, niezbędna okazała się wiedza o życiu Hallidaya oraz latach 80. XX wieku, w których dorastał.
Na poszukiwanie wielkanocnego jaja wyruszają niemal wszyscy użytkownicy OASIS. Tych najbardziej zaangażowanych zaczęto nazywać jajogłowymi. Do zawodów stanęła również firma IOI (Innovative Online Industries), globalny koncern telekomunikacyjny. Jednak dopiero w 2045 roku, pięć lat po rozpoczęciu konkursu, dokonuje się przełom w poszukiwaniach – Wade Watts znajduje Miedziany Klucz.
Zdobycie Miedzianego Klucza jest możliwe w Krypcie Koszmarów, inspirowanej grą Dangeons & Dragons, znajdującej się na szkolnej planecie Ludus. Aby go zdobyć Parzival pokonuje półlicza Acereraka w grze Joust. Zaraz po tym udaje mu się przejść przez Pierwszą Bramę, przechodząc grę Dungeons of Daggorath w symulacji rodzinnego domu Halliadaya w Middletown, a następnie z pamięci odtwarzając kwestie głównego bohatera filmu Gry wojenne. Dzięki temu Parzival zajmuje pierwsze miejsce na tablicy z wynikam rozgrywki, dzięki czemu jego awatar staje się rozpoznawalny w wirtualnym świecie. Jednak okazuje się, że tuż za nim jest Art3mis – znana w OASIS blogerka.
Niedługo później z Parzivalem kontaktuje się firma IOI z propozycją współpracy przy dalszych poszukiwaniach jaja, za wielomilionowym wynagrodzeniem. Kiedy ten odmawia, dyrektor operacyjny firmy IOI, Nolan Sorrento, grozi Wade’owi śmiercią, jeżeli ten nie zdecyduje się na współpracę. Wade odmawia, sądząc, że Sorrento blefuje. Wtedy jednak dochodzi do wybuchu w przyczepie kampingowej, w której mieszka Wade, ale w której akurat nie przebywa, ponieważ wcześniej wymknął się z niej niepostrzeżenie do swojej tajnej kryjówki. Dzięki temu Wade’owi udaje się ujść z życiem, ale ginie jego ciotka oraz wielu innych mieszkańców stosów.
Po tym wydarzeniu Parzival kontaktuje się za pośrednictwem OASIS z Aechem, Art3mis oraz Shoto i Daito, czyli wszystkimi graczami, którymi udało się w międzyczasie przejść przez Pierwszą Bramę (nazywanymi Wielką Piątką). Każdy jednak chce poszukiwać wielkanocnego jaja samodzielnie. W tym czasie etatowi gracze IOI, nazywani przez jajogłowych Szóstkami, dowiadują się o położeniu Krypty Koszmarów i przechodzą przez Pierwszą Bramę.
Niedługo później Wade pod fałszywym nazwiskiem wynajmuje kawalerkę w Columbus w Ohio. Nie wychodzi z mieszkania, poświęcając cały czas poszukiwaniom jaja, pracy w internetowym dziale serwisu technicznego oraz rozmowom z Art3mis, w której się zakochuje. Relacja się jednak nie rozwija, gdyż Art3mis chce się skupić na poszukiwaniach, dzięki czemu udaje jej się odnaleźć Jadeitowy Klucz przed Parzivalem.
Niedługo później jednak także Parzival i Aech zdobywają klucz, grając w grę Zork, Szóstki są tuż za nimi. Okazuje się także, że pracownicy IOI włamali się do mieszkania gracza o pseudonimie Daito i zamordowali go. Graczom, zatrudnionym przez koncern, udaje się też wyprzedzić Wielką Piątkę w zdobyciu Kryształowego Klucza. Tworzą także tarczę wokół Trzeciej Bramy, aby nikt inny nie mógł się do niej dostać. Można ją zlikwidować jedynie od środka, więc Wade decyduje się przeniknąć do siedziby IOI, udając dłużnika, który musi odpracować zadłużenie.
W IOI Wade włamuje się do systemu firmy i pozyskuje potrzebne dane, po czym ucieka z siedziby i z kafejki internetowej ostrzega pozostałych graczy, że grozi im niebezpieczeństwo oraz wzywa wszystkich jajogłowych do walki z Szóstkami.
Wielka Piątka otrzymuje pomoc od Ogdena Morrowa, który umożliwia im rozgranie finalnej rozgrywki w jego rezydencji, żeby chronić ich przed IOI. Dzięki interwencji Wade’a udaje się wyłączyć tarczę Szóstek, a wszystkie osoby w OASIS zwracają się przeciw pracownikom IOI, rozpętując bitwę.
Parzival, Aech i Art3mis otwierają wspólnie Trzecią Bramę. Jednak w tym momencie IOI detonuje Kataklizator, zabijający wszystkie awatary w sektorze. W rozgrywce pozostaje tylko Parzival, który wcześniej wygrał dodatkowe życie w Pac-Mana. Aby zdobyć jajo, Wade gra najpierw w Burzę, następnie odtwarza dialogi filmu Monty Python i Święty Graal, a na końcu gra w Adventure – tej gry jednak nie przechodzi, a znajduje w niej wielkanocne jajo, co umożliwia mu uzyskanie także wielkanocnego jaja Hallidaya i zwycięstwo w konkursie. Wade postanawia podzielić się wygraną z Aechem, Art3mis i Shoto.

## Bohaterowie
Wade Owen Watts (Parzival) – główny bohater, z którego punktu widzenia opowiadana jest historia. Jest sierotą i mieszka z ciotką Alice na osiedlu stosów przyczep kempingowych, na przedmieściach Oklahoma City. Imię jego awatara w OASIS zostało zainspirowane postacią z legendy o Królu Arturze.
Samantha Cook (Art3mis) – blogerka, tworząca w OASIS, dwudziestoletnia Kanadyjka, mieszkająca w Vancouver. Imię jej awatara pochodzi od greckiej bogini łowów Artemidy (z „3” zamiast „e”, ponieważ wersja z tradycyjną pisownią była już zajęta).
James Donovan Halliday (Anorak) – twórca OASIS i inicjator poszukiwań wielkanocnego jaja, znany z zamiłowania do lat swojej młodości, czyli lat 80. XX wieku. Swojego awatara nazwał od slangowego określenia geeka. Jak przyznaje Ernest Cline, postać ta została zainspirowana osobami Howarda Hughesa, Richarda Garriotta i Willy’ego Wonki.
Helen Harris (Aech) – osiemnastolatka, podająca się w OASIS za mężczyznę, najlepsza przyjaciółka Wade’a. Mieszka z matką, po tym jak jej ojciec zginął w Afganistanie. To właśnie za radą rodziców przybrała w OASIS postać białego mężczyzny, żeby uniknąć dyskryminacji ze względu na płeć i rasę.
Toshiro Yoshiaki (Daito) – członek Wielkiej Piątki, mieszkający w Japonii, w tokijskiej dzielnicy Shinjuku, fan filmów o samurajach i gier komputerowych. Został zamordowany przez IOI.
Akihide Karatsu (Shoto) – bliski przyjaciel starszego od siebie Daito, z którym poznał się w grupie wsparcia dla Hikikomori, również Japończyk, chociaż świetnie obeznany z amerykańską popkulturą, ponieważ jego rodzice i dziadkowie pochodzili z USA.
Ogden „Og” Morrow (Og Wielki i Potężny) – współtwórca OASIS i przyjaciel Hallidaya. Jak twierdzi autor powieści, relacja założycieli OASIS była inspirowana postaciami Steve’a Jobsa i Steve’a Wozniaka.
Nolan Sorrento (IOI-655321) – dyrektor operacyjny IOI, koncernu telekomunikacyjnego. Według relacji Ernesta Cline’a, postać Sorrenta otrzymała imię po założycielu firmy Atari, Nolanie Bushnellu.

## Odbiór książki
Książka spotkała się z mieszanymi recenzjami. Pozycja zebrała wiele dobrych opinii od czytelników. Rebbeca Serle określiła Player One stwierdzeniem, że jest to „Harry Potter” dla dorosłych” a średnia ocen książki na portalu Goodreads wynosi 4,25/5.
Player One otrzymał także negatywne recenzje. Nick Schager w recenzji dla The Daily Beast stwierdził, że Player One to „okropnie napisany przykład niedojrzałej fantastyki, który uosabia wszystko co niewłaściwe i odpychające we współczesnej kulturze nerdów”. Krytycy porównywali książkę do „Zmierzchu” Stephanie Meyer, oceniając ją jako popularną, ale przeciętną, pozbawioną odkrywczych refleksji i przedstawiającą negatywny obraz młodzieży.
Powstał także podcast 372 Pages We'll Never Get Back, założony przez Michaela Nelsona i Conora Lastowkę, którego pierwszy sezon poświęcony jest krytyce powieści Player One (w kolejnych sezonach autorzy odnoszą się także do kolejnych powieści Ernesta Cline’a).

## Film
Na podstawie książki powstał film o tym samym tytule, który został wyprodukowany przez studio Warner Bros oraz wyreżyserowany przez Stevena Spielberga. Za scenariusz odpowiadał autor powieści – Ernest Cline, we współpracy z Zakiem Pennem. Chociaż scenariusz został oparty na fabule powieści, dokonano wielu zmian i wydarzenia są tylko luźno powiązane z akcją książki. Światowa premiera filmu odbyła się 11 marca 2018 roku. W rolach głównych wystąpili Tye Sheridan jako Wade Watts, Olivia Cooke jako Art3mis, Mark Rylance jako Halliday oraz Ben Mendelsohn jako Nolan Sorrento.

## Kontynuacja
W listopadzie 2020 roku w USA ukazała się kontynuacja powieści pt. Ready Player Two. Akcja drugiej części rozgrywa się bezpośrednio po wydarzeniach opisanych w pierwszym tomie i dotyczą nowej, przełomowej technologii autorstwa Hallidaya, którą Wade odkrywa po zakończeniu konkursu oraz relacji przyjaciół, którzy stają na czele OASIS.